# Катехизация
Катехиза́ция (от греч. κατήχησις — «поучение, наставление») или катехумена́т, также оглаше́ние — изучение основ христианской религии и вероучения человеком, готовящимся принять крещение и стать членом Церкви. Эти знания, как правило, собраны в катехизисы, огласительные слова, символы веры и сборники церковных канонов.
Термином «катехизация» в широком смысле обозначается весь процесс изучения основ христианского вероучения, который может происходить и после принятия крещения, например, на катехизаторских курсах и в воскресных школах, в то время как термин «оглашение» используются, как правило, в узком смысле — только применительно к христианам, готовящимся принять крещение.
В древности оглашаемым сообщали далеко не все знания о вере, чтобы новопросвещённый не возгордился своим всезнайством. Главным в оглашении было раскаяние в прежде содеянных грехах, проявление решимости отказа от них и беспрекословного следования за Христом, оглашаемый в образе несчастного раба громко отрицался от сатаны и от всех прежних своих заблуждений, публично сочетовался со Христом и исповедовал свою любовь к Богу. Это продолжалось в течение всего периода катехизации (обычно 40 дней) — времени покаяния, усердной молитвы и строгого поста. Вместе с оглашенными постились и верные. Из этого обычая возникли Великий и Рождественский посты, потому что массовое крещение оглашенных назначалось на самые главные христианские праздники — Пасху и Рождество Христово. Современная «Молитва во е́же сотвори́ти оглашенного» находится в Требнике.
Понятия употребляются в исторических церквях, лютеранстве и англиканстве. В протестантских конфессиях могут использоваться другие названия («наставление в вере» и т. п.).